# ICC Men’s T20 World Cup Global Qualifier Group A 2022
Der ICC Men’s T20 World Cup Global Qualifier Group A 2022 war ein Qualifikationsturnier für den ICC T20 World Cup 2022, der Weltmeisterschaft im Twenty20-Cricket und wurde zwischen dem 18. und 24. Februar 2022 in Oman ausgetragen. Insgesamt qualifizierten sich zwei Mannschaften für die Weltmeisterschaft, während zwei weitere Plätze im Gruppe B-Turnier vergeben wurden, dass im Juli 2022 in Simbabwe ausgetragen werden soll. Für das Endturnier konnten sich Irland und die Vereinigten Arabischen Emirate qualifizieren.

## Teilnehmer
Insgesamt nahmen acht Mannschaften an dem Turnier teil. Zwei Mannschaften waren in der Vorrunde des ICC Men’s T20 World Cup 2021 ausgeschieden.
| - Irland | - Oman |

Zwei weitere Mannschaften gehörten zu den vier höchstplatzierten Teams in der ICC T20I Championship, die sich noch nicht qualifiziert hatten.
| - Nepal | - Ver. Arab. Emirate |

Vier weitere Mannschaften qualifizierten sich über ein System von fünf regionalen Qualifikationsturnieren.
| - Bahrain - Kanada | - Deutschland - Philippinen |

## Format
Die acht Mannschaften wurden in zwei Gruppen zu je vier Mannschaften aufgeteilt. In diesen spielt jeweils jedes Team gegen jedes andere. Die beiden Gruppenersten qualifizieren sich direkt für das Halbfinale und dessen Sieger für das Finale und das Finalturnier. Alle Plätze werden ausgespielt.

## Kaderlisten
Irland benannte seinen Kader am 21. Januar 2022.
| - Sarfaraz Ali (K) - Fiaz Ahmed - Waseeq Ahmed - Imran Anwar - George Axtell - Junaid Aziz - Shahbaz Badar - Haider Butt - Umer Imtiaz - Prashant Kurup - Shahid Mahmood - David Mathias - Sathaiya Veerapathiran - Muhammad Younis                                                | - Venkatraman Ganesan (K) - Ghulam Ahmadi - Elam Bharathi - Dylan Blignaut - Justin Broad - Vijayshankar Chikkannaiah - Fayaz Khan - Shoaib Khan - Talha Khan - Dieter Klein - Faisal Mubashir - Nooruddin Mujadady - Michael Richardson (wk) - Muslim Yar | - Andrew Balbirnie (K) - Mark Adair - Curtis Campher - Gareth Delany - George Dockrell - Shane Getkate - Josh Little - Andy McBrine - Barry McCarthy - Simi Singh - Paul Stirling - Harry Tector - Lorcan Tucker (wk) - Craig Young                               | - Navneet Dhaliwal (K) - Dillon Heyliger - Rishiv Joshi - Jatinderpal Matharu - Shreyas Movva - Salman Nazar - Rayyan Pathan - Kaleem Sana - Junaid Siddiqui - Ravinderpal Singh - Matthew Spoors - Hamza Tariq (wk) - Harsh Thaker - Saad Bin Zafar |
| Nepal | Oman | Philippinen | Ver. Arab. Emirate |
| - Sandeep Lamichhane (K) - Dipendra Singh Airee - Kamal Singh Airee - Pradeep Airee (wk) - Shahab Alam - Lokesh Bam - Abinash Bohara - Kushal Bhurtel - Karan KC - Gyanendra Malla - Kushal Malla - Jitendra Mukhiya - Aasif Sheikh - Aarif Sheikh - Sharad Vesawkar - Bibek Yadav | - Zeeshan Maqsood (K) - Khawar Ali - Fayyaz Butt - Sandeep Goud - Aamir Kaleem - Kaleemullah - Ayaan Khan - Bilal Khan - Shoaib Khan - Naseem Khushi (wk) - Mohammad Nadeem - Khurram Nawaz - Kashyap Prajapati - Jatinder Singh                           | - Jonathan Hill (K) - Daniel Smith (VK) - Jordan Alegra - Machanda Biddappa - Gurbhupinder Chohan - Richard Goodwin - Hern Isorena - Kapil Kumar - Vimal Kumar - Huzaifa Mohammed - Siva Mohan - Miggy Podosky - Grant Russ (wk) - Muzammil Shahzad - Henry Tyler | - Ahmed Raza (K) - Vriitya Aravind (wk) - Kashif Daud - Zawar Farid - Basil Hameed - Zahoor Khan - Karthik Meiyappan - Rohan Mustafa - Akif Raja - Alishan Sharafu - Junaid Siddique - Chirag Suri - Muhammad Usman - Muhammad Waseem                |

## Vorrunde

### Gruppe A
Tabelle
|                    | Sp. | S | N | NR | P | NRR    |
| ------------------ | --- | - | - | -- | - | ------ |
| Irland             | 3   | 2 | 1 | 0  | 4 | +0.991 |
| Ver. Arab. Emirate | 3   | 2 | 1 | 0  | 4 | +0.667 |
| Bahrain            | 3   | 2 | 1 | 0  | 4 | +0.240 |
| Deutschland        | 3   | 0 | 3 | 0  | 0 | –2.041 |

 Spiele
| 18. Februar Scorecard | Maskat (Turf 1) | Ver. Arab. Emirate 157-5 (20)                    | – | Irland 139-9 (20) |
|                       |                 | Vereinigte Arabische Emirate gewinnt mit 18 Runs |   |                   |

Vereinigte Arabische Emirate gewann den Münzwurf und entschied sich als Schlagmannschaft zu beginnen. Als Spieler des Spiels wurde Vritya Aravind ausgezeichnet.
| 18. Februar Scorecard | Maskat (Turf 2) | Deutschland 106 (16.4)        | – | Bahrain 107-4 (15.4) |
|                       |                 | Bahrain gewinnt mit 6 Wickets |   |                      |

Bahrain gewann den Münzwurf und entschied sich als Feldmannschaft zu beginnen. Als Spieler des Spiels wurde Junaid Aziz ausgezeichnet.
| 19. Februar Scorecard | Maskat (Turf 1) | Ver. Arab. Emirate 191-5 (20)                    | – | Deutschland 167-9 (20) |
|                       |                 | Vereinigte Arabische Emirate gewinnt mit 24 Runs |   |                        |

Vereinigte Arabische Emirate gewann den Münzwurf und entschied sich als Schlagmannschaft zu beginnen. Als Spieler des Spiels wurde Chirag Suri ausgezeichnet.
| 19. Februar Scorecard | Maskat (Turf 2) | Irland 158-5 (20)          | – | Bahrain 137-5 (20) |
|                       |                 | Irland gewinnt mit 21 Runs |   |                    |

Irland gewann den Münzwurf und entschied sich als Schlagmannschaft zu beginnen. Als Spieler des Spiels wurde Gareth Delany ausgezeichnet.
| 21. Februar Scorecard | Maskat (Turf 1) | Deutschland 107-7 (20)       | – | Irland 111-3 (13.1) |
|                       |                 | Irland gewinnt mit 7 Wickets |   |                     |

Irland gewann den Münzwurf und entschied sich als Feldmannschaft zu beginnen. Als Spieler des Spiels wurde Josh Little ausgezeichnet.
| 21. Februar Scorecard | Maskat (Turf 2) | Bahrain 172-5 (20)         | – | Ver. Arab. Emirate 170-6 (20) |
|                       |                 | Bahrain gewinnt mit 2 Runs |   |                               |

Bahrain gewann den Münzwurf und entschied sich als Schlagmannschaft zu beginnen. Als Spieler des Spiels wurde Junaid Aziz ausgezeichnet.

### Gruppe B
Tabelle
|             | Sp. | S | N | NR | P | NRR    |
| ----------- | --- | - | - | -- | - | ------ |
| Nepal       | 3   | 3 | 0 | 0  | 6 | +3.680 |
| Oman        | 3   | 2 | 1 | 0  | 4 | +1.650 |
| Kanada      | 3   | 1 | 2 | 0  | 2 | +1.037 |
| Philippinen | 3   | 0 | 3 | 0  | 0 | –7.466 |

 Spiele
| 18. Februar Scorecard | Maskat (Turf 1) | Nepal 117-8 (20)          | – | Oman 78 (17) |
|                       |                 | Nepal gewinnt mit 39 Runs |   |              |

Oman gewann den Münzwurf und entschied sich als Feldmannschaft zu beginnen. Als Spieler des Spiels wurde Aarif Sheikh ausgezeichnet.
| 18. Februar Scorecard | Maskat (Turf 2) | Kanada 216-1 (20)           | – | Philippinen 98-5 (20) |
|                       |                 | Kanada gewinnt mit 118 Runs |   |                       |

Die Philippinen gewannen den Münzwurf und entschieden sich als Feldmannschaft zu beginnen. Als Spieler des Spiels wurde Matthew Spoors ausgezeichnet.
| 19. Februar Scorecard | Maskat (Turf 1) | Kanada 155-6 (20)          | – | Oman 159-1 (18) |
|                       |                 | Oman gewinnt mit 9 Wickets |   |                 |

Oman gewann den Münzwurf und entschied sich als Feldmannschaft zu beginnen. Als Spieler des Spiels wurde Zeeshan Maqsood ausgezeichnet.
| 19. Februar Scorecard | Maskat (Turf 2) | Nepal 218-3 (20)           | – | Philippinen 82-8 (20) |
|                       |                 | Nepal gewinnt mit 136 Runs |   |                       |

Die Philippinen gewannen den Münzwurf und entschieden sich als Feldmannschaft zu beginnen. Als Spieler des Spiels wurde Kushal Bhurtel ausgezeichnet.
| 21. Februar Scorecard | Maskat (Turf 1) | Kanada 80 (15)              | – | Nepal 81-2 (14.1) |
|                       |                 | Nepal gewinnt mit 8 Wickets |   |                   |

Kanada gewann den Münzwurf und entschieden sich als Schlagmannschaft zu beginnen. Als Spieler des Spiels wurde Sandeep Lamichhane ausgezeichnet.
| 21. Februar Scorecard | Maskat (Turf 2) | Philippinen 36 (15.2)      | – | Oman 40-1 (2.5) |
|                       |                 | Oman gewinnt mit 9 Wickets |   |                 |

Die Philippinen gewannen den Münzwurf und entschieden sich als Feldmannschaft zu beginnen. Als Spieler des Spiels wurde Khawar Ali ausgezeichnet.

## Endrunde

### Halbfinale für den 5. bis 8. Platz
| 22. Februar Scorecard | Maskat (Turf 2) | Deutschland 131-6 (20)       | – | Kanada 132-4 (19.3) |
|                       |                 | Kanada gewinnt mit 6 Wickets |   |                     |

Kanada gewann den Münzwurf und entschieden sich als Feldmannschaft zu beginnen. Als Spieler des Spiels wurde Matthew Spoors ausgezeichnet.
| 22. Februar Scorecard | Maskat (Turf 1) | Bahrain 191-5 (20)          | – | Philippinen 100-9 (20) |
|                       |                 | Bahrain gewinnt mit 91 Runs |   |                        |

Bahrain gewann den Münzwurf und entschied sich als Schlagmannschaft zu beginnen. Als Spieler des Spiels wurde Prashant Kurup ausgezeichnet. 

### Spiel um Platz 7
| 24. Februar Scorecard | Maskat (Turf 2) | Philippinen 109-8 (20)            | – | Deutschland 115-1 (12.5) |
|                       |                 | Deutschland gewinnt mit 9 Wickets |   |                          |

Deutschland gewann den Münzwurf und entschied sich als Feldmannschaft zu beginnen. Als Spieler des Spiels wurde Elam Bharathi ausgezeichnet.

### Spiel um Platz 5
| 24. Februar Scorecard | Maskat (Turf 1) | Bahrain 131-8 (20)           | – | Kanada 132-3 (14.3) |
|                       |                 | Kanada gewinnt mit 7 Wickets |   |                     |

Bahrain gewann den Münzwurf und entschied sich als Schlagmannschaft zu beginnen. Als Spieler des Spiels wurde Harsh Thaker ausgezeichnet.

### Halbfinale
| 22. Februar Scorecard | Maskat (Turf 2) | Ver. Arab. Emirate 175-7 (20)                    | – | Nepal 107 (18.4) |
|                       |                 | Vereinigte Arabische Emirate gewinnt mit 68 Runs |   |                  |

Vereinigte Arabische Emirate gewann den Münzwurf und entschied sich als Schlagmannschaft zu beginnen. Als Spieler des Spiels wurde Ahmed Raza ausgezeichnet.
| 22. Februar Scorecard | Maskat (Turf 1) | Irland 165-7 (20)          | – | Oman 109 (18.3) |
|                       |                 | Irland gewinnt mit 56 Runs |   |                 |

Oman gewann den Münzwurf und entschied sich als Feldmannschaft zu beginnen. Als Spieler des Spiels wurde Andy McBrine ausgezeichnet.

### Spiel um Platz 3
| 24. Februar Scorecard | Maskat (Turf 2) | Oman 87-9 (20)              | – | Nepal 90-1 (16.2) |
|                       |                 | Nepal gewinnt mit 9 Wickets |   |                   |

Oman gewann den Münzwurf und entschied sich als Schlagmannschaft zu beginnen. Als Spieler des Spiels wurde Sandeep Lamichhane ausgezeichnet.

### Finale
| 24. Februar Scorecard | Maskat (Turf 1) | Irland 159 (20)                                    | – | Ver. Arab. Emirate 160-3 (18.4) |
|                       |                 | Vereinigte Arabische Emirate gewinnt mit 7 Wickets |   |                                 |

Irland gewann den Münzwurf und entschied sich als Schlagmannschaft zu beginnen. Als Spieler des Spiels wurde Muhammad Waseem ausgezeichnet.